# Przybycześć
Przybycześć är ett polskt kvinnonamn. Przybycześć har namnsdag i Polen den 28 april.